# Andesmuis
De andesmuis (Andinomys edax)  is een zoogdier uit de familie van de Cricetidae. De wetenschappelijke naam van de soort werd voor het eerst geldig gepubliceerd door Thomas in 1902.

## Voorkomen
De soort komt voor in Peru, Bolivia, Argentinië en Chili.